# Ahmed al-Raisuli

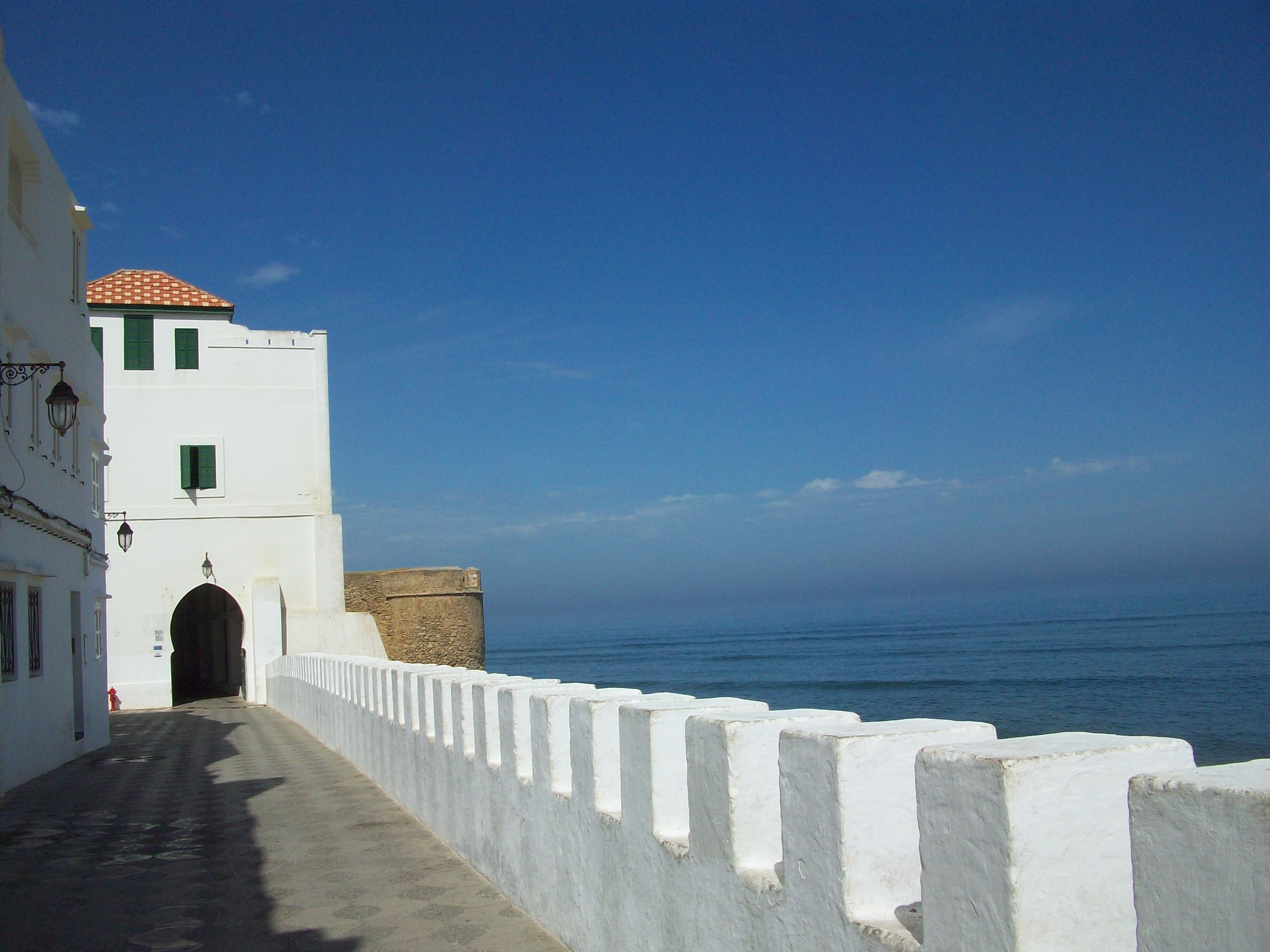
Imediações do palácio de El Raisuli em Arzila

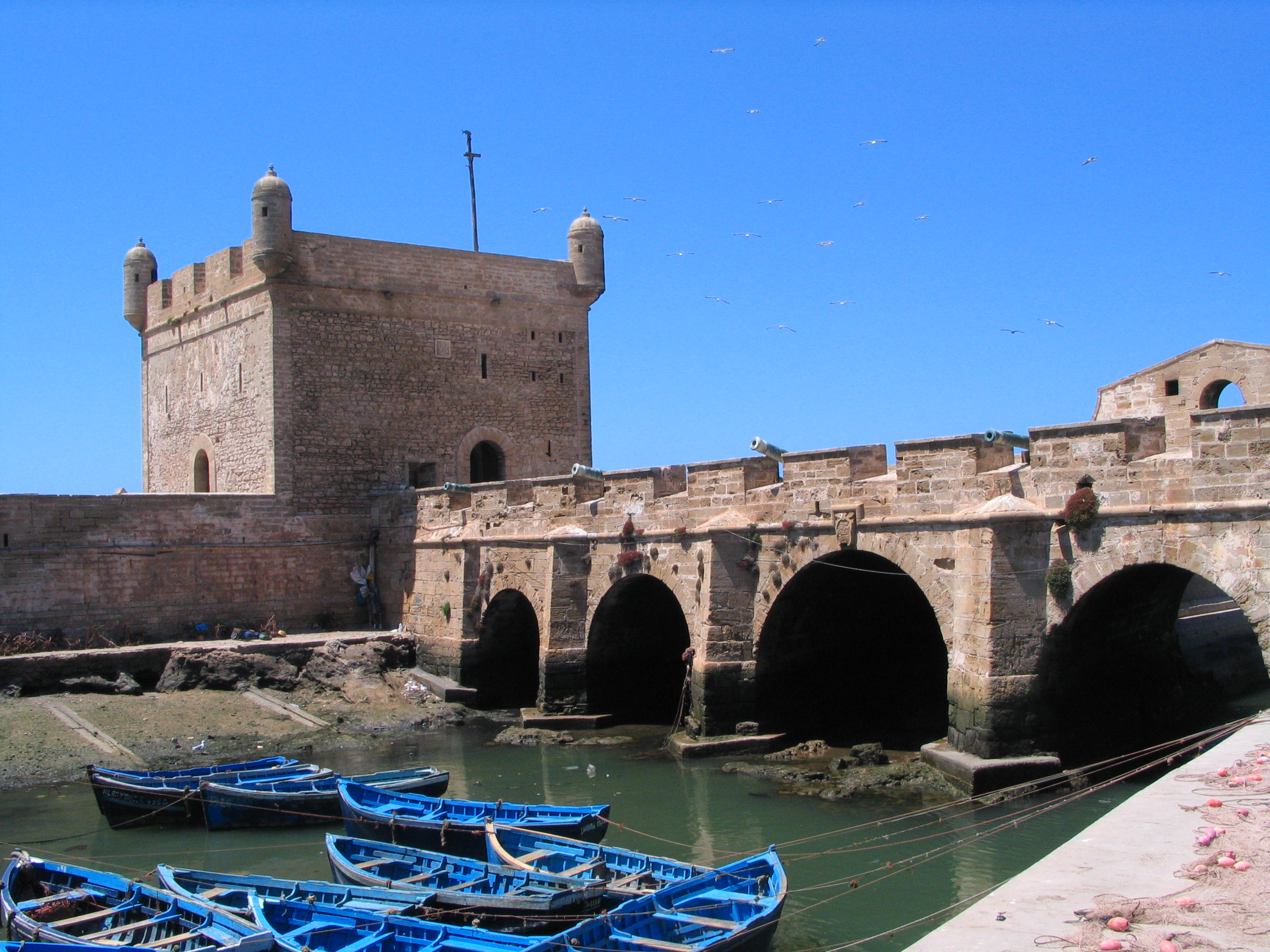
Cidadela de Essaouira, onde El Raisuli esteve preso durante quatro anos

Sidi Mohamed ben Abdallah el-Raisuni ou Muley Ahmed ibn Muhammad ibn Abdallah al-Raisuli, também conhecido como Ahmed al-Raisuli, Mulai Ahmed er Raisuni, ou simplesmente Raisuni, Raisuli, Raissoulli, Rais Uli ou Raysuni (Zinat, 1871 — 1925) foi um xarife (descendente do profeta Maomé) da tribo Jebala de Marrocos, considerado por muitos como herdeiro do trono de Marrocos.
Figura controversa, segundo alguns um salteador e ladrão de gado, por vezes referido como o último dos piratas da Barbária,[carece de fontes?] segundo outros um herói, por combater um governo repressivo e corrupto, o historiador David S. Woolman refere-se a Raisuli como uma mistura de Robin dos Bosques, senhor feudal e bandido tirânico.

## Juventude
Mohamed el-Raisuli nasceu na aldeia de Zinat, perto de Tânger, cerca de 1871, no seio da subtribo Fahs. Devido ao lugar onde nasceu, nas montanhas, e ao seu aspeto particular, uma das suas alcunhas era "a Águia de Zinat". Além de xarife (descendente do Profeta), era também descendente de Mulay Abdeslam ben Mchich (1140–1227), um santo muçulmanos mais venerado da região de Jebala. O seu pai era um caïd (alcaide, governador) muito poderoso no noroeste de Marrocos, a ponto de só obedecer ao makhzen (governo central do sultão) quando isso lhe convinha.
Mohamed estudou teologia e direito islâmico, demonstrando grande perspicácia e qualidades de liderança, mas a religião era demasiado monótona para ele e rapidamente se tornou um bandido tirânico e ladrão de gado, que uma vez chegou a cavalgar num campo cultivado, destruindo as colheitas, apenas para mostrar que era alguém que se devia temer. Dizia-se discretamente que a sua educação tinha consistido no Alcorão, cavalos e mulheres, e era famoso pelas suas pândegas em Tetuão.
Segundo algumas fontes, o acontecimento que marcaria vida de Raisuli foi a sua prisão por Abderraman Abd el-Saduq, paxá de Tânger, seu primo e irmão de leite. Alegadamente, essa prisão foi ordenada pelo sultão Hassan I, que também deu dinheiro para que se realizasse. O paxá convidou o primo para jantar na sua casa em Tânger, ao mesmo tempo que ordenou aos seus homens que o capturassem e o maltratassem quando chegasse. El-Raisuli foi enviado para um calabouço da fortaleza de Mogador e acorrentado a uma parede durante quatro anos. Foi dada autorização aos seus amigos para o alimentarem, o que lhe permitiu sobreviver. Mohamed acabou por ser libertado por uma amnistia geral, no início do reinado do sultão Muley Abdel Aziz, que ironicamente viria a tornar-se o seu pior inimigo.

## Proscrito e pirata
Raisuli ficou endurecido pela sua prisão e voltou ao banditismo depois de ser libertado. Mas tornou-se mais ambicioso que antes, começando a questionar a fidelidade ao sultão à medida que as várias potências europeias competiam pela influência em Marrocos. Com um pequeno mas fiel grupo de seguidores, El Raisuli envolveu-se novamente em atividades criminosas a partir do seu palácio fortificado no pequeno porto de Arzila, poucos quilómetros a sul de Tânger: sequestrar oficiais proeminentes para pedir escandalosos resgates.
O primeiro sequestrado foi Walter Harris, um jornalista inglês que era seu conhecido. Não exigiu dinheiro por ele, mas a libertação de vários dos seus homens que estavam presos. Harris foi libertado ao fim de três semanas. Apesar deste rapto, a maior parte das vítimas de Raisuli naquele período eram militares e funcionários marroquinos, sendo raros os sequestros de europeus.
Raisuli manteve também uma pequena frota de barcos piratas, mas teve menos êxito neste campo que nos raptos e tramas de extorsão.
Mohamed ficou conhecido pelo seu cavalheirismo e atitude respeitosa para com os seus reféns.

## O incidente Perdicaris

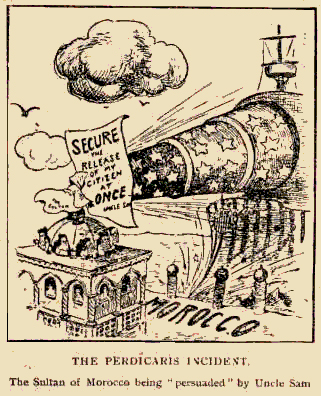
Cartoon americano de 1904 caricaturando o "Incidente Perdicaris"

Em 1904, El Raisuli ganhou fama internacional devido ao "Incidente Perdicaris", nome dado ao sequestro dos greco-americanos Ion Perdicaris e Cromwell Varley. Ion Perdicaris era o filho de Gregório Perdicaris, um influente milionário grego imigrado nos Estados Unidos. Cromwell Varley era enteado de Ion Perdicaris, filho da sua mulher Ellen. El Raisuli exigiu um resgate de 70 000 $US dólares pelos reféns. O presidente americano Theodore Roosevelt, então candidato à reeleição, tentou aproveitar-se politicamente da situação, enviando um esquadrão naval para Marrocos para pressionar o sultão Abdel Aziz a aceitar as condições de Raisuli, com uma chavão que ficou famoso: «Perdicaris vivo ou Raisuli morto!».
Depois de quase ter havido uma confrontação entre o governo de Marrocos e as tropas americanas, Raisuli recebeu o dinheiro do resgate e foram-lhe feitas outras concessões — foi nomeado paxá de Tânger e governador da província de Jebala e todos os seus seguidores que estavam presos foram libertados. No entanto, em 1906 seria destituído de todos os seus cargos e acusado de corrupção e de crueldade para com os seus súbditos. Um ano depois foi novamente declarado proscrito pelo governo marroquino.
Pouco depois da sua destituição, Raisuli raptou Sir Harry "Caid" Maclean, um oficial do exército britânico que era assistente das tropas do sultão, libertou-o a troco de um resgate de 200 000 libras.

## Últimos anos
Durante os anos seguintes, El Raisuli continuou a fustigar o governo marroquino, mesmo depois da abdicação forçada de Abdel Aziz. Recuperou por um breve período a confiança do governo quando apoiou Mulei Abdal Hafide quando este destronou o irmão. Foi-lhe então restituído o cargo de paxá de Tânger, mas o novo sultão demiti-lo-ia em 1912.
Em 1913, El Raisuli instigou uma sangrenta revolta de várias tribos de Jebala contra os espanhóis, sustentando uma guerra de guerrilha que se prolongou por pelo menos oito anos. Participou em combates em Oued Ras e Beni Sidel, mas foi derrotado ao ataacar Alcácer-Quibir, defendida pelo oficial de cavalaria espanhol Queipo de Llano. Os rebeldes foram finalmente derrotados pelo coronel Manuel Fernández Silvestre, que mais tarde seria o comandante das tropas espanholas na Batalha de Annual, onde morreria.
Outras fontes referem que os espanhóis teriam reconhecido Raisuli como governador de Jebala em 1915, mas a partir de 11 de julho de 1919, as forças tribais sob o seu comando levaram a cabo ataques às possessões espanholas em Marrocos. Os espanhóis responderam rapidamente e no ano seguinte tinham reduzido consideravelmente o poder de Raisuli.
Durante a Primeira Guerra Mundial, circularam rumores de que Raisuli teria tido contactos com o governo alemão para levar a cabo uma rebelião contra os franceses. Reagindo a esses rumores, as tropas francesas enviaram uma expedição punitiva nos territórios espanhóis de Marrocos em maio de 1915, que dispersou os seguidores de Raisuli mas não logrou capturar Raisuli.
Em setembro de 1922, após uma entrevista com o coronel José Villalba Riquelme, submeteu-se às autoridades espanholas e posteriormente foi um dos comandantes do lado espanhol na Guerra do Rife. El Raisuli tinha muita inveja da crescente popularidade  de Abd el-Krim entre os rifenhos e esperava obter o controle do oeste de Marrocos após a vitória espanhola.[carece de fontes?]
Em janeiro de 1925, Abd el-Krim e os seus seguidores atacaram o palácio de El Raisuli quando este já se encontrava moribundo. A maior parte dos guardas de Raisuli tinha fugido, devido à debilidade física do seu amo. Os homens de Abd el-Krim mataram os que restavam e capturaram El Raisuli. Diz-se que seguidamente o enterraram na margem de um rio do Rife. Segundo outra versão, teria sobrevivido até finais de abril do mesmo ano, depois de ter sofrido de hidropisia durante muitos anos. Há ainda quem acredite que viveu alguns anos mais.[carece de fontes?]

## Na cultura popular
El Raisuli continua a ser considerado um herói popular em certas partes de Marrocos, apesar das suas façanhas se misturarem com os seus crimes. Atualmente há alguns historiadores marroquinos e estrangeiros que o catalogam como um nacionalista marroquino.[carece de fontes?]
O rapto dos Perdicari serviu de inspiração ao filme de 1975 The Wind and the Lion ("O Leão e o Vento" em Portugal; "O Vento e o Leão" no Brasil), escrito e realizado por John Milius, no qual Sean Connery representa o papel de Raisuli. No filme, muito ficcionado, quem é raptado são Eden Perdicaris (representada por Candice Bergen) e os seus dois filhos William e Jennifer, quando na realidade os raptados foram Ion Perdicaris, segundo marido de Ellen Perdicari, e Cromwell Varley, filho de Ellen com o seu primeiro marido. A história do rapto e da libertação dos reféns no filme também difere muito da realidade. O filme foi baseado sobretudo no artigo da historiadora Barbara Tuchman na revista American Heritage publicado em 1959 e na biografia de Raisuli publicada em 1924 pela escritora e exploradora inglesa Rosita Forbes.
Há várias obras publicadas sobre Raisuli. O historiador francês Ichoua Sylvain Allouche publicou uma coleção da sua correspondência com Raisuli em 1951. Raisuli é também muito mencionado na obra Morocco That Was publicada em 1921, da autoria do jornalista e escritor inglês Walter Harris, correspondente do The Times em Tânger de 1890 até à sua morte em 1933, ele próprio raptado por Raisuli. Nesse livro, Harris descreve as peripécias do seu rapto. Outras obras incluem An American Upon the Riffi (1926), do jornalista e romancista Vincent Sheean e a história da Guerra do Rife de David S. Woolman, Rebels in the Rif: Abd El Krim and the Rif Rebellion (1968).